# 馬塔姆省

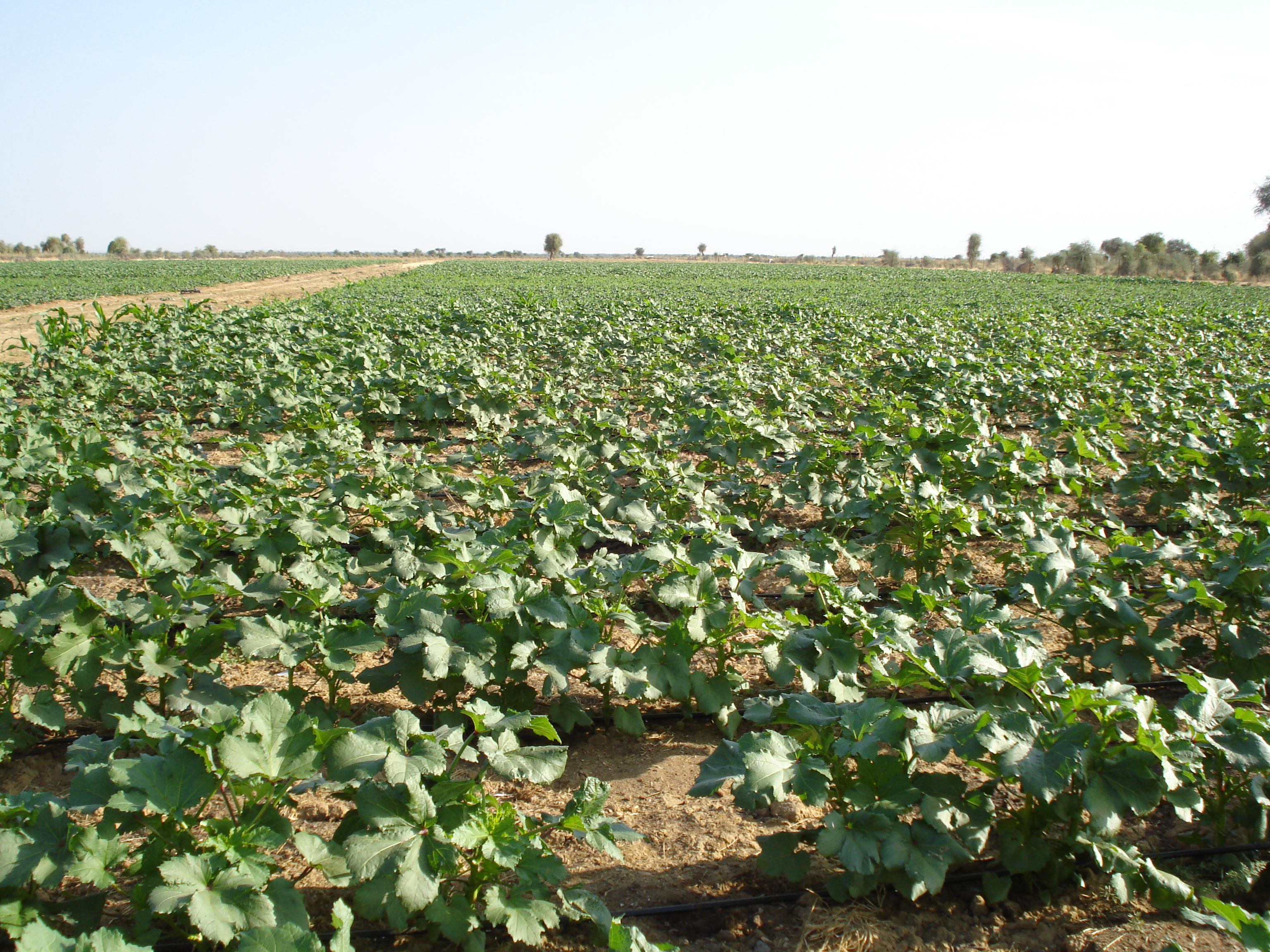

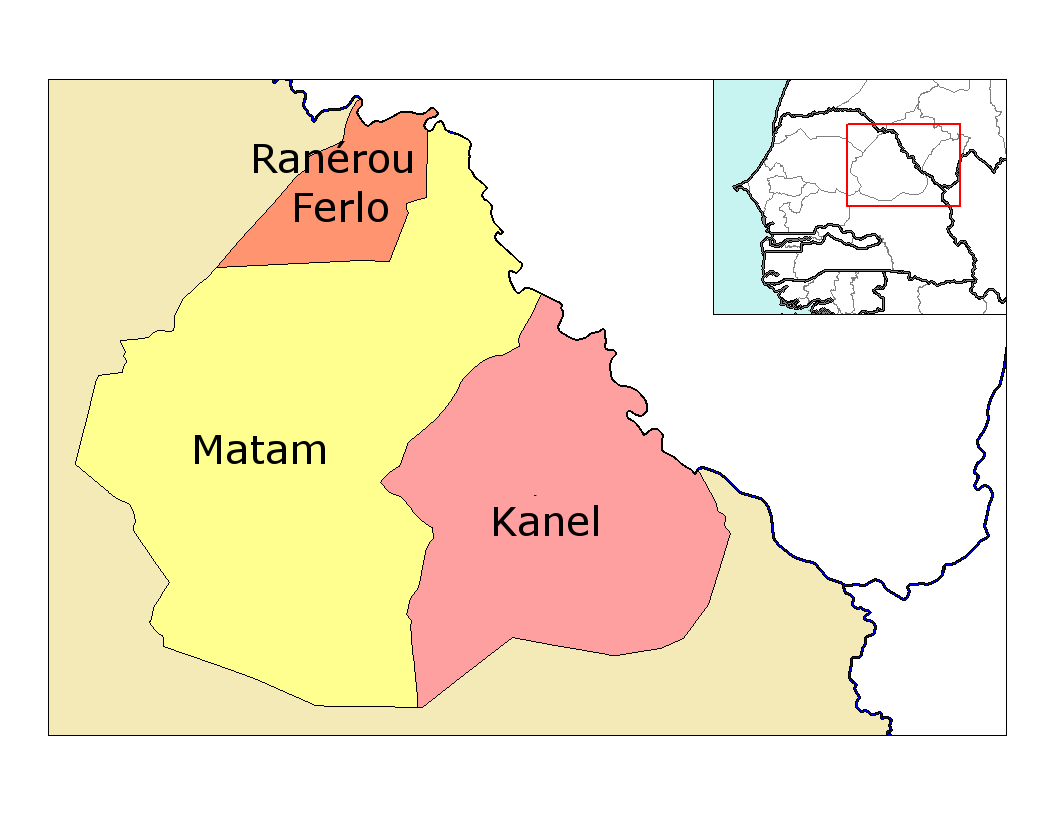

15°37′03″N 13°19′49″W / 15.61750°N 13.33028°W
馬塔姆省（法語：Département de Matam），是塞內加爾的省份，位於該國東北部，由馬塔姆區負責管轄，首府設於馬塔姆，東南面是卡內省，西南面是拉內魯弗洛省，2013年人口272,621。